# Segunda División B de España 2001-02
La temporada 2001-02 de la Segunda División B de España de fútbol corresponde a la 25ª edición del campeonato y se disputó entre el 1 de septiembre de 2001 y el 19 de mayo de 2002 en su fase regular. Posteriormente se disputó la promoción de ascenso entre el 24 de mayo y el 30 de junio.

## Sistema de competición
Participan ochenta clubes de toda la geografía española, encuadrados en cuatro grupos de veinte equipos según proximidad geográfica. Se enfrentan en cada grupo todos contra todos en dos ocasiones -una en campo propio y otra en campo contrario- durante un total de 38 jornadas. El orden de los encuentros se decide por sorteo antes de empezar la competición. La Real Federación Española de Fútbol es la responsable de designar a los árbitros de cada encuentro.
El ganador de un partido obtiene tres puntos, el perdedor no suma puntos, y en caso de un empate hay un punto para cada equipo. Al término del campeonato, el equipo que acumula más puntos en cada grupo se proclama campeón de Segunda División B y juega la promoción de ascenso; junto con los segundos, terceros y cuartos clasificados de cada grupo para ascender a Segunda División. Esta promoción tiene formato de liguilla con cuatro grupos en los que se emparejan equipos de distintos grupos y que hayan quedado en posiciones distintas.
Los cuatro últimos equipos clasificados de cada grupo descienden a Tercera División. Los decimosextos clasificados juegan la promoción por la permanencia que se disputa por eliminación directa a doble partido y los emparejamientos se determinan por sorteo. Los dos equipos derrotados se enfrentan en otra eliminatoria a doble partido en la que el perdedor pierde la categoría.

## Equipos de la temporada 2001-02
| Datos de ascensos y descensos |
| --- |
| SD Compostela, Getafe CF, UE Lleida y Universidad LPGC CF descienden de Segunda División A. Burgos CF, Gimnàstic de Tarragona, Polideportivo Ejido y Xerez CD ascienden a Segunda División A. UD Alzira, Real Ávila CF, CD Burriana, UDC Chantrea, RC Deportivo de la Coruña "B", CD Don Benito, CF Fuenlabrada, CF Gandía, Guadix CF, CD Linares, Peña Sport FC, Polideportivo Almería, CE Premià, Racing de Santander "B", UD San Sebastián de los Reyes, Club Siero y CD Tropezón descienden a Tercera División. RSD Alcalá, CD Alfaro, Alicante CF, Real Betis "B", RC Celta de Vigo "B", CF Ciudad de Murcia, CD Díter Zafra, SD Huesca, UD Lanzarote, CD Logroñés, Club Marino de Luanco, UD Mérida, CD Onda, Real Oviedo "B", Real Sociedad de Fútbol "B", Sevilla FC "B" y Valencia CF "B" ascienden a Segunda División B. |

### Grupo I
En este grupo se encuentran los equipos de: Galicia (5), Asturias (5), Cantabria (1), parte del País Vasco (6) y Castilla y León (3).
| - RC Celta de Vigo "B" - SD Compostela - CD Lugo - CD Ourense - Pontevedra CF - Caudal Deportivo - Club Marino de Luanco - Real Oviedo "B" - Real Sporting de Gijón "B" - AD Universidad de Oviedo |  | - Gimnástica de Torrelavega - Amurrio Club - CD Aurrerá de Vitoria - Barakaldo CF - Athletic Club "B" - Deportivo Alavés "B" - SD Gernika - Cultural Leonesa - SD Ponferradina - Zamora CF |

### Grupo II
En este grupo se encuentran los equipos de: Parte del País Vasco (4), Cataluña (9), Navarra (1), La Rioja (3) y Aragón (3).
| - SD Beasáin - SD Eibar "B" - Real Sociedad de Fútbol "B" - Real Unión Club - FC Barcelona "B" - RCD Espanyol "B" - UE Figueres - UDA Gramenet - CE L'Hospitalet - UE Lleida |  | - CE Mataró - CE Sabadell FC - Terrassa FC - Club Atlético Osasuna "B" - CD Alfaro - CD Calahorra - CD Logroñés - CD Binéfar - SD Huesca - Real Zaragoza "B" |

### Grupo III
En este grupo se encuentran los equipos de: Comunidad de Madrid (5), Comunidad Valenciana (7), Canarias (5) y Castilla-La Mancha (3).
| - RSD Alcalá - AD Alcorcón - Club Atlético de Madrid "B" - Getafe CF - Real Madrid CF "B" - Alicante CF - Benidorm CD - CD Castellón - Hércules CF - Novelda CF |  | - CD Onda - Valencia CF "B" - UD Lanzarote - CD Mensajero - UD Pájara-Playas de Jandía - Universidad LPGC CF - UD Vecindario - UB Conquense - Talavera CF - CD Toledo |

### Grupo IV
En este grupo se encuentran los equipos de: Andalucía (12), Islas Baleares (1), Región de Murcia (2), Extremadura (3) y las ciudades autónomas de Ceuta (1) y Melilla (1).
| - Algeciras CF - UD Almería - Real Betis "B" - Cádiz CF - Coria CF - Dos Hermanas CF - Écija Balompié - Granada CF - RB Linense - Motril CF |  | - CD San Fernando - Sevilla FC "B" - RCD Mallorca "B" - Cartagonova FC - CF Ciudad de Murcia - CD Díter Zafra - Jerez CF - UD Mérida - AD Ceuta - UD Melilla |

## Clasificaciones y resultados

### Grupo I

#### Clasificación
| Pos. | Equipo                          | Pts. | PJ | G  | E  | P  | GF | GC | Dif. | Clasificación                     |
| ---- | ------------------------------- | ---- | -- | -- | -- | -- | -- | -- | ---- | --------------------------------- |
| 1    | Barakaldo C. F.                 | 79   | 38 | 23 | 10 | 5  | 61 | 19 | +42  | Acceso a Promoción de ascenso     |
| 2    | Cultural Leonesa                | 67   | 38 | 18 | 13 | 7  | 64 | 43 | +21  | Acceso a Promoción de ascenso     |
| 3    | S. D. Compostela (A)            | 64   | 38 | 17 | 13 | 8  | 53 | 30 | +23  | Acceso a Promoción de ascenso     |
| 4    | Pontevedra C. F.                | 63   | 38 | 17 | 12 | 9  | 41 | 30 | +11  | Acceso a Promoción de ascenso     |
| 5    | Club Marino de Luanco           | 59   | 38 | 16 | 11 | 11 | 54 | 46 | +8   |                                   |
| 6    | Athletic Club "B"               | 56   | 38 | 14 | 14 | 10 | 47 | 34 | +13  |                                   |
| 7    | Amurrio Club                    | 55   | 38 | 13 | 16 | 9  | 46 | 34 | +12  |                                   |
| 8    | C. D. Aurrerá de Vitoria        | 54   | 38 | 12 | 18 | 8  | 38 | 33 | +5   |                                   |
| 9    | C. D. Lugo                      | 54   | 38 | 13 | 15 | 10 | 38 | 41 | −3   |                                   |
| 10   | Deportivo Alavés "B"            | 52   | 38 | 13 | 13 | 12 | 44 | 39 | +5   |                                   |
| 11   | C. D. Ourense                   | 50   | 38 | 15 | 5  | 18 | 55 | 61 | −6   |                                   |
| 12   | S. D. Gernika Club              | 49   | 38 | 12 | 13 | 13 | 34 | 42 | −8   |                                   |
| 13   | R. C. Celta de Vigo "B"         | 49   | 38 | 13 | 10 | 15 | 28 | 38 | −10  |                                   |
| 14   | S. D. Ponferradina              | 49   | 38 | 12 | 13 | 13 | 44 | 43 | +1   |                                   |
| 15   | Zamora C. F.                    | 48   | 38 | 13 | 9  | 16 | 60 | 60 | 0    |                                   |
| 16   | Gimnástica de Torrelavega       | 42   | 38 | 9  | 15 | 14 | 38 | 50 | −12  | Acceso a Promoción de permanencia |
| 17   | Sporting de Gijón "B" (D)       | 41   | 38 | 11 | 8  | 19 | 41 | 56 | −15  | Descenso a Tercera División       |
| 18   | Real Oviedo "B" (D)             | 36   | 38 | 9  | 9  | 20 | 25 | 49 | −24  | Descenso a Tercera División       |
| 19   | Caudal Deportivo (D)            | 28   | 38 | 5  | 13 | 20 | 33 | 58 | −25  | Descenso a Tercera División       |
| 20   | A. D. Universidad de Oviedo (D) | 26   | 38 | 6  | 8  | 24 | 36 | 74 | −38  | Descenso a Tercera División       |

 Fuente: BDFutbol
Criterios de clasificación: Puntos · Enfrentamientos directos · Diferencia de goles · Goles a favor · Play-off

#### Resultados
| Local \ Visitante           | ALV | AMU | ATH | AUR | BAR | CAU | CEL | COM | CUL | GER | GIM | LUG | MAR | OUR | OVI | POF | POT | SPO | UNI | ZAM |
| --------------------------- | --- | --- | --- | --- | --- | --- | --- | --- | --- | --- | --- | --- | --- | --- | --- | --- | --- | --- | --- | --- |
| Deportivo Alavés "B"        | —   | 0–0 | 0–1 | 0–0 | 0–0 | 1–0 | 1–1 | 3–1 | 0–0 | 2–1 | 5–0 | 5–0 | 1–0 | 3–2 | 3–0 | 0–0 | 2–3 | 0–1 | 0–0 | 0–1 |
| Amurrio Club                | 1–1 | —   | 3–1 | 0–0 | 0–1 | 3–1 | 1–0 | 2–1 | 1–1 | 1–0 | 0–0 | 0–0 | 4–1 | 5–0 | 0–0 | 4–1 | 0–2 | 3–4 | 3–0 | 2–2 |
| Athletic Club "B"           | 1–0 | 1–0 | —   | 0–0 | 0–0 | 0–0 | 0–0 | 1–2 | 1–2 | 2–1 | 4–3 | 1–0 | 1–1 | 5–0 | 6–0 | 0–0 | 1–0 | 0–1 | 5–1 | 4–2 |
| C. D. Aurrerá de Vitoria    | 1–1 | 0–0 | 0–0 | —   | 1–2 | 0–0 | 0–0 | 1–1 | 1–0 | 0–0 | 0–0 | 2–0 | 0–0 | 2–2 | 4–2 | 2–1 | 0–1 | 4–1 | 2–1 | 1–1 |
| Barakaldo C. F.             | 3–0 | 1–0 | 5–0 | 5–0 | —   | 2–1 | 3–0 | 1–1 | 1–1 | 3–0 | 2–0 | 1–0 | 1–0 | 3–0 | 0–0 | 0–0 | 0–1 | 2–0 | 5–1 | 3–0 |
| Caudal Deportivo            | 0–1 | 3–0 | 1–1 | 0–2 | 1–3 | —   | 1–2 | 0–0 | 2–0 | 1–2 | 3–3 | 0–0 | 1–3 | 2–3 | 0–2 | 0–0 | 2–1 | 1–0 | 2–2 | 1–2 |
| R. C. Celta de Vigo "B"     | 3–1 | 0–2 | 2–1 | 1–1 | 1–1 | 2–1 | —   | 1–1 | 0–2 | 0–1 | 2–0 | 0–0 | 1–3 | 0–0 | 1–0 | 1–0 | 2–0 | 2–0 | 1–0 | 1–2 |
| S. D. Compostela            | 3–1 | 2–0 | 1–1 | 2–0 | 4–2 | 3–0 | 0–0 | —   | 0–1 | 3–0 | 0–0 | 0–0 | 5–1 | 1–0 | 1–0 | 3–1 | 0–0 | 2–0 | 0–2 | 1–1 |
| Cultural Leonesa            | 1–1 | 2–1 | 2–0 | 2–1 | 1–1 | 2–1 | 1–0 | 4–1 | —   | 0–1 | 4–2 | 4–3 | 4–0 | 1–1 | 1–1 | 5–3 | 3–0 | 2–1 | 3–0 | 4–2 |
| S. D. Gernika Club          | 1–1 | 1–1 | 1–1 | 0–1 | 0–0 | 1–1 | 1–0 | 0–2 | 1–0 | —   | 1–0 | 2–1 | 1–3 | 1–1 | 0–2 | 0–1 | 1–1 | 1–1 | 1–0 | 1–0 |
| Gimnástica de Torrelavega   | 1–1 | 1–2 | 0–0 | 1–1 | 0–1 | 2–2 | 3–0 | 1–1 | 1–1 | 1–1 | —   | 0–1 | 1–4 | 1–3 | 0–0 | 1–0 | 1–1 | 0–0 | 3–1 | 2–0 |
| C. D. Lugo                  | 0–2 | 0–0 | 0–0 | 2–2 | 1–1 | 1–0 | 0–1 | 1–0 | 3–1 | 2–2 | 2–0 | —   | 0–0 | 3–2 | 2–0 | 1–1 | 0–0 | 1–0 | 1–0 | 2–1 |
| Club Marino de Luanco       | 2–1 | 0–0 | 1–1 | 1–0 | 0–1 | 4–1 | 3–0 | 0–2 | 2–2 | 2–0 | 1–2 | 1–1 | —   | 2–1 | 1–0 | 3–2 | 1–2 | 0–0 | 3–0 | 2–0 |
| C. D. Ourense               | 5–2 | 0–1 | 1–0 | 1–3 | 0–1 | 1–0 | 1–0 | 2–1 | 4–2 | 2–1 | 0–1 | 1–2 | 0–1 | —   | 1–0 | 3–1 | 0–2 | 3–1 | 4–2 | 1–1 |
| Real Oviedo "B"             | 0–1 | 2–0 | 0–0 | 0–1 | 1–0 | 1–1 | 1–1 | 1–0 | 0–0 | 1–2 | 1–0 | 0–1 | 0–0 | 0–3 | —   | 0–1 | 2–0 | 1–4 | 0–1 | 4–2 |
| S. D. Ponferradina          | 0–2 | 1–1 | 0–1 | 0–0 | 2–1 | 5–1 | 0–1 | 0–0 | 1–2 | 0–0 | 3–1 | 4–1 | 3–1 | 3–1 | 2–1 | —   | 0–0 | 2–1 | 1–1 | 1–1 |
| Pontevedra C. F.            | 4–0 | 0–1 | 1–0 | 1–0 | 1–0 | 0–0 | 1–0 | 0–0 | 1–1 | 0–1 | 0–0 | 0–1 | 2–2 | 2–1 | 2–1 | 1–1 | —   | 2–3 | 1–0 | 3–2 |
| Sporting de Gijón "B"       | 1–1 | 0–0 | 2–1 | 0–2 | 1–2 | 0–1 | 0–1 | 0–3 | 1–1 | 3–0 | 0–2 | 5–3 | 0–0 | 0–3 | 0–1 | 1–0 | 0–3 | —   | 4–1 | 3–2 |
| A. D. Universidad de Oviedo | 0–1 | 2–2 | 1–3 | 0–1 | 0–1 | 1–1 | 3–0 | 0–2 | 3–1 | 0–4 | 0–1 | 1–1 | 2–3 | 3–2 | 2–0 | 1–2 | 1–1 | 1–1 | —   | 0–4 |
| Zamora C. F.                | 1–0 | 2–2 | 0–2 | 4–2 | 0–2 | 2–0 | 2–0 | 2–3 | 0–0 | 2–2 | 2–3 | 1–1 | 3–2 | 2–0 | 5–0 | 0–1 | 0–1 | 2–1 | 4–2 | —   |

### Grupo II

#### Clasificación
| Pos. | Equipo                | Pts. | PJ | G  | E  | P  | GF | GC | Dif. | Clasificación                     |
| ---- | --------------------- | ---- | -- | -- | -- | -- | -- | -- | ---- | --------------------------------- |
| 1    | F. C. Barcelona "B"   | 71   | 38 | 21 | 8  | 9  | 73 | 41 | +32  | Acceso a Promoción de ascenso     |
| 2    | R. C. D. Espanyol "B" | 67   | 38 | 19 | 10 | 9  | 63 | 39 | +24  | Acceso a Promoción de ascenso     |
| 3    | Real Zaragoza "B"     | 67   | 38 | 19 | 10 | 9  | 54 | 33 | +21  |                                   |
| 4    | C. E. L'Hospitalet    | 65   | 38 | 19 | 8  | 11 | 66 | 34 | +32  | Acceso a Promoción de ascenso     |
| 5    | Terrassa F. C. (A)    | 63   | 38 | 18 | 9  | 11 | 51 | 36 | +15  | Acceso a Promoción de ascenso     |
| 6    | Real Unión Club       | 59   | 38 | 17 | 8  | 13 | 40 | 37 | +3   |                                   |
| 7    | U. D. A. Gramenet     | 59   | 38 | 17 | 8  | 13 | 47 | 47 | 0    |                                   |
| 8    | C. E. Mataró          | 58   | 38 | 16 | 10 | 12 | 60 | 48 | +12  |                                   |
| 9    | U. E. Lleida          | 56   | 38 | 16 | 8  | 14 | 56 | 55 | +1   |                                   |
| 10   | C. D. Logroñés        | 54   | 38 | 14 | 12 | 12 | 54 | 45 | +9   |                                   |
| 11   | C. A. Osasuna "B"     | 48   | 38 | 12 | 12 | 14 | 39 | 37 | +2   |                                   |
| 12   | C. D. Calahorra       | 48   | 38 | 13 | 9  | 16 | 44 | 50 | −6   |                                   |
| 13   | U. E. Figueres        | 47   | 38 | 13 | 8  | 17 | 40 | 42 | −2   |                                   |
| 14   | C. E. Sabadell F. C.  | 46   | 38 | 13 | 7  | 18 | 47 | 57 | −10  |                                   |
| 15   | C. D. Binéfar         | 45   | 38 | 12 | 9  | 17 | 39 | 53 | −14  |                                   |
| 16   | S. D. Beasain (D)     | 44   | 38 | 11 | 11 | 16 | 43 | 61 | −18  | Acceso a Promoción de permanencia |
| 17   | Real Sociedad "B" (D) | 42   | 38 | 11 | 9  | 18 | 38 | 57 | −19  | Descenso a Tercera División       |
| 18   | S. D. Eibar "B" (D)   | 38   | 38 | 9  | 11 | 18 | 29 | 48 | −19  | Descenso a Tercera División       |
| 19   | S. D. Huesca (D)      | 35   | 38 | 10 | 5  | 23 | 37 | 58 | −21  | Descenso a Tercera División       |
| 20   | C. D. Alfaro (D)      | 35   | 38 | 7  | 14 | 17 | 33 | 75 | −42  | Descenso a Tercera División       |

 Fuente: BDFutbol
Criterios de clasificación: Puntos · Enfrentamientos directos · Diferencia de goles · Goles a favor · Play-off
Notas:
1. ↑  El Real Zaragoza "B" no disputó la promoción de ascenso al descender el primer equipo a Segunda División.

#### Resultados
| Local \ Visitante     | ALF | BAR | BEA | BIN | CAL | EIB | ESP | FIG | GRA | HUE | HOS | LLE | LOG | MAT | OSA | RSO | RUN | SAB | TER | ZAR |
| --------------------- | --- | --- | --- | --- | --- | --- | --- | --- | --- | --- | --- | --- | --- | --- | --- | --- | --- | --- | --- | --- |
| C. D. Alfaro          | —   | 1–2 | 3–1 | 1–0 | 0–0 | 1–1 | 1–1 | 0–3 | 0–1 | 1–1 | 1–0 | 0–4 | 0–0 | 3–2 | 0–3 | 4–2 | 2–0 | 2–0 | 2–3 | 1–1 |
| F. C. Barcelona "B"   | 2–0 | —   | 3–2 | 1–1 | 1–2 | 1–0 | 0–1 | 2–0 | 5–1 | 1–0 | 1–1 | 3–1 | 3–0 | 1–1 | 4–2 | 2–0 | 2–2 | 3–0 | 2–0 | 4–1 |
| S. D. Beasain         | 3–0 | 1–1 | —   | 2–0 | 2–0 | 1–0 | 1–2 | 0–4 | 1–1 | 2–1 | 0–1 | 0–1 | 0–0 | 1–0 | 1–2 | 1–1 | 2–1 | 4–0 | 1–0 | 1–4 |
| C. D. Binéfar         | 1–1 | 1–4 | 1–3 | —   | 3–1 | 0–0 | 1–0 | 1–2 | 1–3 | 3–1 | 1–0 | 0–2 | 1–0 | 1–0 | 0–1 | 2–0 | 1–1 | 1–0 | 0–0 | 0–1 |
| C. D. Calahorra       | 1–1 | 3–1 | 0–0 | 1–0 | —   | 5–0 | 1–0 | 3–1 | 1–1 | 1–0 | 0–0 | 3–1 | 3–2 | 3–1 | 0–1 | 0–0 | 1–0 | 0–1 | 0–2 | 2–2 |
| S. D. Eibar "B"       | 0–0 | 1–1 | 2–0 | 0–1 | 2–0 | —   | 0–1 | 2–1 | 0–1 | 2–1 | 2–1 | 0–1 | 2–0 | 1–1 | 0–0 | 2–0 | 0–0 | 2–2 | 1–1 | 1–1 |
| R. C. D. Espanyol "B" | 6–0 | 0–2 | 4–0 | 1–0 | 2–0 | 3–0 | —   | 1–1 | 1–0 | 1–1 | 3–3 | 0–2 | 4–4 | 3–2 | 1–0 | 0–0 | 3–1 | 6–1 | 2–0 | 1–2 |
| U. E. Figueres        | 1–1 | 1–1 | 3–0 | 2–1 | 4–2 | 0–2 | 1–1 | —   | 1–2 | 2–1 | 0–2 | 2–0 | 0–2 | 0–2 | 2–0 | 1–0 | 0–1 | 0–3 | 0–1 | 0–0 |
| U. D. A. Gramenet     | 2–0 | 1–3 | 3–0 | 3–0 | 0–1 | 1–0 | 1–0 | 0–0 | —   | 1–0 | 2–5 | 2–0 | 0–2 | 3–1 | 0–0 | 2–0 | 0–0 | 2–0 | 3–0 | 3–0 |
| S. D. Huesca          | 4–1 | 0–3 | 0–3 | 0–0 | 2–0 | 4–1 | 0–0 | 1–2 | 3–0 | —   | 1–0 | 3–2 | 0–1 | 0–1 | 1–0 | 1–0 | 3–0 | 0–0 | 1–0 | 0–2 |
| C. E. L'Hospitalet    | 7–0 | 2–1 | 2–0 | 5–2 | 4–0 | 2–0 | 2–0 | 1–0 | 2–1 | 3–0 | —   | 1–1 | 4–2 | 1–1 | 2–0 | 5–0 | 1–0 | 3–1 | 1–1 | 1–1 |
| U. E. Lleida          | 3–0 | 3–0 | 3–3 | 3–2 | 2–1 | 3–1 | 2–3 | 2–1 | 0–0 | 4–1 | 1–1 | —   | 5–2 | 0–5 | 1–1 | 1–1 | 0–0 | 2–1 | 1–0 | 0–2 |
| C. D. Logroñés        | 1–1 | 0–1 | 8–1 | 2–2 | 3–1 | 0–0 | 1–0 | 1–0 | 1–2 | 2–1 | 1–0 | 2–2 | —   | 1–1 | 2–2 | 4–0 | 2–1 | 3–1 | 0–2 | 0–1 |
| C. E. Mataró          | 0–0 | 1–0 | 2–2 | 2–2 | 3–2 | 2–0 | 3–1 | 2–1 | 6–1 | 4–1 | 1–0 | 0–0 | 2–1 | —   | 2–1 | 1–1 | 1–2 | 0–1 | 0–2 | 1–2 |
| C. A. Osasuna "B"     | 0–0 | 3–1 | 0–0 | 1–2 | 0–0 | 3–0 | 1–1 | 0–1 | 4–0 | 3–1 | 1–0 | 1–3 | 1–0 | 1–2 | —   | 0–1 | 0–1 | 1–1 | 2–1 | 0–0 |
| Real Sociedad "B"     | 6–1 | 0–5 | 0–0 | 1–1 | 1–4 | 1–0 | 1–3 | 3–2 | 2–2 | 3–0 | 2–0 | 1–0 | 1–0 | 2–3 | 0–1 | —   | 2–0 | 2–0 | 1–0 | 1–2 |
| Real Unión Club       | 2–0 | 3–2 | 2–0 | 3–1 | 1–0 | 1–3 | 1–1 | 0–0 | 1–0 | 2–1 | 2–0 | 1–0 | 2–0 | 1–2 | 1–0 | 1–0 | —   | 3–1 | 2–0 | 1–1 |
| C. E. Sabadell F. C.  | 5–1 | 2–2 | 5–3 | 2–3 | 0–0 | 1–0 | 0–1 | 1–0 | 1–0 | 2–1 | 2–1 | 0–1 | 1–2 | 1–1 | 2–2 | 3–0 | 2–0 | —   | 0–1 | 1–2 |
| Terrassa F. C.        | 2–2 | 3–1 | 1–1 | 3–0 | 4–2 | 3–1 | 1–2 | 0–0 | 4–1 | 2–0 | 2–1 | 1–1 | 2–0 | 3–1 | 1–1 | 2–2 | 1–0 | 1–0 | —   | 1–0 |
| Real Zaragoza "B"     | 4–1 | 0–1 | 0–0 | 0–2 | 2–0 | 3–0 | 2–3 | 0–1 | 1–1 | 3–1 | 0–1 | 0–0 | 5–0 | 2–0 | 2–0 | 1–0 | 2–0 | 1–3 | 1–0 | —   |

### Grupo III

#### Clasificación
| Pos. | Equipo                        | Pts. | PJ | G  | E  | P  | GF | GC | Dif. | Clasificación                     |
| ---- | ----------------------------- | ---- | -- | -- | -- | -- | -- | -- | ---- | --------------------------------- |
| 1    | Real Madrid C. F. "B"         | 80   | 38 | 24 | 8  | 6  | 63 | 31 | +32  | Acceso a Promoción de ascenso     |
| 2    | Valencia C. F. "B"            | 69   | 38 | 20 | 9  | 9  | 55 | 27 | +28  | Acceso a Promoción de ascenso     |
| 3    | Hércules C. F.                | 64   | 38 | 17 | 13 | 8  | 65 | 37 | +28  | Acceso a Promoción de ascenso     |
| 4    | Universidad LPGC C. F.        | 63   | 38 | 18 | 9  | 11 | 57 | 43 | +14  |                                   |
| 5    | Getafe C. F. (A)              | 61   | 38 | 17 | 10 | 11 | 48 | 37 | +11  | Acceso a Promoción de ascenso     |
| 6    | Alicante C. F.                | 61   | 38 | 17 | 10 | 11 | 62 | 50 | +12  |                                   |
| 7    | Novelda C. F.                 | 57   | 38 | 17 | 6  | 15 | 47 | 43 | +4   |                                   |
| 8    | U. D. Lanzarote               | 57   | 38 | 16 | 9  | 13 | 60 | 47 | +13  |                                   |
| 9    | C. D. Toledo                  | 55   | 38 | 14 | 13 | 11 | 42 | 30 | +12  |                                   |
| 10   | Atlético de Madrid "B"        | 55   | 38 | 15 | 10 | 13 | 53 | 41 | +12  |                                   |
| 11   | R. S. D. Alcalá               | 52   | 38 | 12 | 16 | 10 | 42 | 44 | −2   |                                   |
| 12   | U. B. Conquense               | 51   | 38 | 13 | 12 | 13 | 42 | 47 | −5   |                                   |
| 13   | C. D. Castellón               | 46   | 38 | 11 | 13 | 14 | 38 | 46 | −8   |                                   |
| 14   | U. D. Pájara-Playas de Jandía | 45   | 38 | 13 | 6  | 19 | 41 | 51 | −10  |                                   |
| 15   | Talavera C. F.                | 43   | 38 | 9  | 16 | 13 | 34 | 47 | −13  |                                   |
| 16   | A. D. Alcorcón                | 41   | 38 | 10 | 11 | 17 | 35 | 53 | −18  | Acceso a Promoción de permanencia |
| 17   | Benidorm C. D. (D)            | 39   | 38 | 9  | 12 | 17 | 36 | 53 | −17  | Descenso a Tercera División       |
| 18   | U. D. Vecindario (D)          | 36   | 38 | 8  | 12 | 18 | 38 | 57 | −19  | Descenso a Tercera División       |
| 19   | C. D. Onda (D)                | 36   | 38 | 10 | 6  | 22 | 44 | 73 | −29  | Descenso a Tercera División       |
| 20   | C. D. Mensajero (D)           | 25   | 38 | 6  | 7  | 25 | 30 | 67 | −37  | Descenso a Tercera División       |

 Fuente: BDFutbol
Criterios de clasificación: Puntos · Enfrentamientos directos · Diferencia de goles · Goles a favor · Play-off
Notas:
1. ↑  El Universidad LPGC C. F. no disputó la promoción de ascenso al ser filial de la U. D. Las Palmas y descender el primer equipo a Segunda División.

#### Resultados
| Local \ Visitante             | ALA | ALO | ALI | ATM | BEN | CAS | CON | GET | HER | LAN | MEN | NOV | OND | PAJ | RMA | TAL | TOL | ULP | VAL | VEC |
| ----------------------------- | --- | --- | --- | --- | --- | --- | --- | --- | --- | --- | --- | --- | --- | --- | --- | --- | --- | --- | --- | --- |
| R. S. D. Alcalá               | —   | 2–1 | 0–0 | 1–0 | 0–1 | 2–0 | 1–2 | 3–2 | 1–1 | 0–0 | 3–1 | 2–2 | 0–0 | 0–0 | 1–1 | 0–0 | 1–1 | 0–4 | 1–2 | 2–0 |
| A. D. Alcorcón                | 1–2 | —   | 1–4 | 0–1 | 0–0 | 2–1 | 1–2 | 1–1 | 0–2 | 1–1 | 0–0 | 1–0 | 0–3 | 1–0 | 0–1 | 3–2 | 0–2 | 0–0 | 3–0 | 1–0 |
| Alicante C. F.                | 2–3 | 5–2 | —   | 0–2 | 0–0 | 1–0 | 3–0 | 2–1 | 2–2 | 6–0 | 1–0 | 2–0 | 2–1 | 1–1 | 2–3 | 1–1 | 1–0 | 2–1 | 1–3 | 5–1 |
| Atlético de Madrid "B"        | 0–0 | 0–1 | 2–4 | —   | 0–2 | 0–1 | 1–0 | 0–0 | 1–0 | 0–0 | 3–1 | 4–0 | 2–2 | 1–3 | 2–1 | 4–1 | 2–1 | 8–0 | 0–0 | 0–0 |
| Benidorm C. D.                | 2–2 | 0–1 | 2–0 | 1–2 | —   | 1–1 | 2–2 | 0–2 | 0–3 | 0–1 | 3–0 | 0–1 | 2–1 | 1–0 | 1–2 | 0–0 | 0–4 | 0–3 | 1–1 | 1–1 |
| C. D. Castellón               | 0–1 | 0–0 | 2–0 | 2–2 | 2–0 | —   | 3–1 | 2–0 | 3–2 | 3–1 | 2–1 | 0–5 | 2–2 | 0–0 | 0–0 | 1–2 | 1–2 | 3–0 | 1–1 | 0–0 |
| U. B. Conquense               | 1–3 | 1–1 | 2–3 | 3–1 | 2–2 | 3–1 | —   | 0–1 | 0–1 | 3–1 | 1–1 | 1–1 | 0–0 | 0–1 | 0–2 | 1–1 | 2–0 | 2–2 | 1–0 | 1–1 |
| Getafe C. F.                  | 0–0 | 0–0 | 2–0 | 2–3 | 1–2 | 3–2 | 1–1 | —   | 2–2 | 0–1 | 0–1 | 1–0 | 1–0 | 2–0 | 3–2 | 1–0 | 3–1 | 1–0 | 1–0 | 1–1 |
| Hércules C. F.                | 5–1 | 0–0 | 2–2 | 1–0 | 3–2 | 0–0 | 4–0 | 2–3 | —   | 2–0 | 2–1 | 0–1 | 2–0 | 1–0 | 0–0 | 3–1 | 1–1 | 1–1 | 0–0 | 5–0 |
| U. D. Lanzarote               | 1–3 | 3–0 | 4–1 | 1–0 | 2–1 | 1–0 | 0–1 | 0–0 | 2–1 | —   | 3–0 | 0–1 | 4–2 | 3–0 | 1–2 | 2–2 | 1–2 | 2–2 | 4–2 | 0–0 |
| C. D. Mensajero               | 1–1 | 1–3 | 0–1 | 0–0 | 0–1 | 1–3 | 1–0 | 3–1 | 0–6 | 1–2 | —   | 3–0 | 2–3 | 1–0 | 1–2 | 0–1 | 1–0 | 2–4 | 0–1 | 1–4 |
| Novelda C. F.                 | 2–1 | 2–1 | 2–0 | 3–0 | 2–1 | 0–0 | 0–1 | 0–1 | 2–2 | 1–0 | 3–1 | —   | 4–0 | 0–0 | 1–2 | 0–1 | 1–0 | 1–2 | 1–0 | 3–1 |
| C. D. Onda                    | 0–2 | 1–1 | 1–4 | 1–6 | 1–1 | 1–2 | 1–3 | 0–3 | 2–3 | 1–0 | 2–1 | 2–1 | —   | 2–0 | 0–2 | 3–2 | 2–0 | 1–2 | 0–3 | 3–1 |
| U. D. Pájara-Playas de Jandía | 2–2 | 2–1 | 3–2 | 1–2 | 3–0 | 1–0 | 0–1 | 1–3 | 1–0 | 1–2 | 2–1 | 4–0 | 3–2 | —   | 1–2 | 2–0 | 1–0 | 0–1 | 0–1 | 2–3 |
| Real Madrid C. F. "B"         | 2–0 | 3–1 | 0–1 | 2–0 | 4–2 | 4–0 | 0–0 | 2–3 | 2–2 | 2–2 | 1–0 | 1–0 | 2–1 | 1–0 | —   | 4–0 | 2–0 | 2–0 | 0–2 | 2–1 |
| Talavera C. F.                | 1–0 | 2–1 | 1–1 | 0–0 | 1–3 | 0–0 | 0–2 | 2–2 | 0–0 | 1–1 | 1–1 | 1–2 | 1–0 | 2–2 | 1–2 | —   | 1–1 | 1–0 | 0–0 | 2–0 |
| C. D. Toledo                  | 1–1 | 1–1 | 0–0 | 2–0 | 1–1 | 0–0 | 1–0 | 1–0 | 2–1 | 3–0 | 2–0 | 2–1 | 3–0 | 5–0 | 0–2 | 0–0 | —   | 0–1 | 0–0 | 2–1 |
| Universidad LPGC C. F.        | 1–1 | 3–0 | 5–0 | 1–2 | 2–0 | 0–0 | 4–0 | 1–0 | 1–2 | 0–2 | 1–1 | 0–0 | 2–3 | 2–1 | 2–1 | 2–0 | 0–0 | —   | 0–2 | 2–0 |
| Valencia C. F. "B"            | 3–0 | 3–1 | 0–0 | 2–1 | 2–0 | 3–0 | 0–2 | 1–0 | 3–0 | 0–2 | 4–0 | 3–1 | 1–0 | 3–0 | 0–0 | 0–1 | 1–1 | 2–3 | —   | 3–1 |
| U. D. Vecindario              | 1–0 | 2–3 | 2–1 | 1–1 | 0–0 | 3–0 | 1–1 | 0–0 | 0–1 | 2–0 | 0–0 | 2–3 | 3–0 | 2–3 | 1–2 | 2–1 | 0–0 | 0–2 | 0–3 | —   |

### Grupo IV

#### Clasificación
| Pos. | Equipo                 | Pts. | PJ | G  | E  | P  | GF | GC | Dif. | Clasificación                     |
| ---- | ---------------------- | ---- | -- | -- | -- | -- | -- | -- | ---- | --------------------------------- |
| 1    | Motril C. F.           | 77   | 38 | 23 | 8  | 7  | 55 | 29 | +26  | Acceso a Promoción de ascenso     |
| 2    | A. D. Ceuta            | 77   | 38 | 23 | 8  | 7  | 47 | 22 | +25  | Acceso a Promoción de ascenso     |
| 3    | U. D. Almería (A)      | 73   | 38 | 22 | 7  | 9  | 56 | 35 | +21  | Acceso a Promoción de ascenso     |
| 4    | U. D. Mérida           | 64   | 38 | 17 | 13 | 8  | 42 | 30 | +12  | Acceso a Promoción de ascenso     |
| 5    | C. F. Ciudad de Murcia | 60   | 38 | 18 | 6  | 14 | 39 | 38 | +1   |                                   |
| 6    | Jerez C. F.            | 55   | 38 | 13 | 16 | 9  | 46 | 36 | +10  |                                   |
| 7    | Cádiz C. F.            | 54   | 38 | 14 | 12 | 12 | 38 | 33 | +5   |                                   |
| 8    | Real Betis "B"         | 53   | 38 | 12 | 17 | 9  | 38 | 40 | −2   |                                   |
| 9    | Écija Balompié         | 51   | 38 | 13 | 12 | 13 | 33 | 32 | +1   |                                   |
| 10   | Granada C. F. (D)      | 50   | 38 | 14 | 8  | 16 | 40 | 45 | −5   | Descenso a Tercera División       |
| 11   | Sevilla F. C. "B"      | 45   | 38 | 10 | 15 | 13 | 29 | 30 | −1   |                                   |
| 12   | Cartagonova F. C.      | 44   | 38 | 10 | 14 | 14 | 30 | 47 | −17  |                                   |
| 13   | Algeciras C. F.        | 44   | 38 | 10 | 14 | 14 | 26 | 33 | −7   |                                   |
| 14   | C. D. Díter Zafra      | 44   | 38 | 10 | 14 | 14 | 35 | 42 | −7   |                                   |
| 15   | R. C. D. Mallorca "B"  | 43   | 38 | 11 | 10 | 17 | 44 | 45 | −1   |                                   |
| 16   | U. D. Melilla          | 43   | 38 | 10 | 13 | 15 | 35 | 39 | −4   | Acceso a Promoción de permanencia |
| 17   | R. B. Linense (D)      | 42   | 38 | 10 | 12 | 16 | 29 | 36 | −7   | Descenso a Tercera División       |
| 18   | Dos Hermanas C. F. (D) | 40   | 38 | 9  | 13 | 16 | 34 | 38 | −4   | Descenso a Tercera División       |
| 19   | C. D. San Fernando (D) | 35   | 38 | 8  | 11 | 19 | 34 | 51 | −17  | Descenso a Tercera División       |
| 20   | Coria C. F. (D)        | 30   | 38 | 7  | 9  | 22 | 27 | 56 | −29  | Descenso a Tercera División       |

 Fuente: BDFutbol
Criterios de clasificación: Puntos · Enfrentamientos directos · Diferencia de goles · Goles a favor · Play-off
Notas:
1. ↑  El Granada C. F. fue descendido a Tercera división por impagos a sus jugadores.[1]

#### Resultados
| Local \ Visitante      | ALG | ALM | BET | CAD | CAR | CEU | CIU | COR | DIT | DOS | ECI | GRA | JER | LIN | MAL | MEL | MER | MOT | SAF | SEV |
| ---------------------- | --- | --- | --- | --- | --- | --- | --- | --- | --- | --- | --- | --- | --- | --- | --- | --- | --- | --- | --- | --- |
| Algeciras C. F.        | —   | 1–2 | 2–1 | 0–2 | 1–1 | 0–1 | 1–0 | 3–1 | 2–0 | 1–1 | 2–1 | 3–2 | 0–0 | 1–0 | 1–2 | 0–1 | 0–1 | 1–0 | 1–0 | 0–0 |
| U. D. Almería          | 2–0 | —   | 0–0 | 2–2 | 3–0 | 1–0 | 1–2 | 5–1 | 2–0 | 1–0 | 2–1 | 3–2 | 0–0 | 0–0 | 2–2 | 3–0 | 1–2 | 3–1 | 1–2 | 1–0 |
| Real Betis "B"         | 1–1 | 2–1 | —   | 2–1 | 0–0 | 2–1 | 0–0 | 1–0 | 2–2 | 1–2 | 2–1 | 0–0 | 1–1 | 0–0 | 2–1 | 1–1 | 3–0 | 1–1 | 0–1 | 0–1 |
| Cádiz C. F.            | 0–0 | 1–2 | 2–3 | —   | 3–0 | 1–0 | 0–1 | 2–0 | 0–0 | 0–1 | 0–1 | 0–0 | 1–2 | 3–0 | 1–0 | 0–1 | 2–2 | 0–0 | 1–0 | 2–1 |
| Cartagonova F. C.      | 2–1 | 2–3 | 2–1 | 0–0 | —   | 1–2 | 1–0 | 2–1 | 1–0 | 2–1 | 1–1 | 1–1 | 0–1 | 1–0 | 0–1 | 2–2 | 0–0 | 0–0 | 1–0 | 0–0 |
| A. D. Ceuta            | 2–0 | 2–0 | 3–0 | 0–1 | 1–1 | —   | 1–0 | 2–0 | 3–0 | 2–0 | 1–0 | 1–0 | 1–1 | 1–0 | 2–1 | 2–2 | 0–1 | 0–2 | 1–0 | 0–1 |
| C. F. Ciudad de Murcia | 0–0 | 2–1 | 1–0 | 0–0 | 2–0 | 0–1 | —   | 2–0 | 2–1 | 1–0 | 2–1 | 1–0 | 1–2 | 3–1 | 1–0 | 1–1 | 0–1 | 3–0 | 1–0 | 1–0 |
| Coria C. F.            | 1–0 | 0–1 | 1–1 | 1–2 | 1–1 | 0–2 | 3–0 | —   | 1–0 | 0–0 | 0–2 | 1–3 | 1–0 | 0–0 | 2–0 | 0–0 | 0–4 | 1–3 | 0–1 | 1–1 |
| C. D. Díter Zafra      | 2–0 | 0–1 | 1–2 | 0–1 | 2–2 | 1–1 | 4–0 | 3–1 | —   | 1–0 | 1–0 | 0–2 | 1–1 | 2–1 | 0–0 | 1–1 | 0–0 | 1–0 | 1–1 | 0–0 |
| Dos Hermanas C. F.     | 0–0 | 2–3 | 1–2 | 1–1 | 2–0 | 0–1 | 0–2 | 2–3 | 1–1 | —   | 0–0 | 1–2 | 1–1 | 0–1 | 1–3 | 3–0 | 0–0 | 1–0 | 0–0 | 1–1 |
| Écija Balompié         | 0–0 | 0–0 | 0–0 | 2–1 | 3–0 | 1–1 | 1–0 | 1–1 | 1–2 | 1–0 | —   | 1–1 | 1–1 | 0–1 | 2–0 | 1–0 | 1–2 | 0–1 | 1–0 | 1–1 |
| Granada C. F.          | 2–1 | 1–0 | 1–1 | 1–0 | 2–0 | 0–0 | 1–4 | 1–2 | 0–2 | 0–2 | 2–1 | —   | 1–2 | 1–0 | 0–0 | 3–2 | 1–0 | 1–2 | 1–1 | 0–1 |
| Jerez C. F.            | 0–0 | 2–1 | 1–1 | 0–1 | 2–1 | 0–1 | 1–1 | 1–0 | 0–1 | 0–2 | 4–0 | 2–0 | —   | 2–1 | 2–2 | 3–0 | 3–3 | 3–2 | 0–0 | 0–0 |
| R. B. Linense          | 0–0 | 2–2 | 0–0 | 0–0 | 2–0 | 0–1 | 2–0 | 1–0 | 2–1 | 1–3 | 0–1 | 3–1 | 1–0 | —   | 0–3 | 0–0 | 3–0 | 0–1 | 3–2 | 1–1 |
| R. C. D. Mallorca "B"  | 3–0 | 1–2 | 0–2 | 1–3 | 1–2 | 2–3 | 4–0 | 2–1 | 2–0 | 1–2 | 0–0 | 1–2 | 1–1 | 1–1 | —   | 0–1 | 0–3 | 0–0 | 2–1 | 0–2 |
| U. D. Melilla          | 0–0 | 0–1 | 4–0 | 0–2 | 4–0 | 1–2 | 3–0 | 1–1 | 0–0 | 0–0 | 1–2 | 2–1 | 1–1 | 2–1 | 0–3 | —   | 0–1 | 0–1 | 0–0 | 1–0 |
| U. D. Mérida           | 1–1 | 0–1 | 0–0 | 1–1 | 1–1 | 0–0 | 3–2 | 1–0 | 1–1 | 1–0 | 0–1 | 0–1 | 1–0 | 1–1 | 0–2 | 1–0 | —   | 2–2 | 3–1 | 1–0 |
| Motril C. F.           | 1–0 | 2–0 | 4–0 | 5–0 | 1–0 | 0–0 | 2–1 | 3–0 | 1–0 | 3–2 | 1–0 | 2–1 | 2–1 | 1–0 | 1–1 | 1–0 | 0–2 | —   | 2–0 | 3–1 |
| C. D. San Fernando     | 0–2 | 0–1 | 1–1 | 1–1 | 1–1 | 2–4 | 1–1 | 1–0 | 5–1 | 1–1 | 1–1 | 1–2 | 1–4 | 1–0 | 2–1 | 1–0 | 0–2 | 2–3 | —   | 0–2 |
| Sevilla F. C. "B"      | 0–0 | 0–1 | 1–2 | 2–0 | 0–1 | 0–1 | 0–1 | 1–1 | 2–2 | 0–0 | 0–1 | 1–0 | 3–1 | 0–0 | 0–0 | 0–3 | 1–0 | 1–1 | 4–2 | —   |

## Promoción de ascenso a Segunda División
- Se clasifican los siguientes equipos a la promoción de ascenso:

| Pos                                              | Grupo I          | Grupo II         | Grupo III          | Grupo IV   |
| ------------------------------------------------ | ---------------- | ---------------- | ------------------ | ---------- |
| 1º                                               | Barakaldo CF     | FC Barcelona "B" | Real Madrid CF "B" | Motril CF  |
| 2º                                               | Cultural Leonesa | RCD Espanyol "B" | Valencia CF "B"    | AD Ceuta   |
| 3º                                               | SD Compostela    | CE L'Hospitalet  | Hércules CF        | UD Almería |
| 4º                                               | Pontevedra CF    | Terrassa FC      | Getafe CF          | UD Mérida  |
| En negrita equipos que suben a Segunda División. |                  |                  |                    |            |

## Promoción de permanencia
- Se clasifican los siguientes equipos a la promoción de permanencia:

| Gimnástica Torrelavega                              | SD Beasain | AD Alcorcón | UD Melilla |
| En negrita equipo que desciende a Tercera División. |            |             |            |

## Resumen
Ascienden a Segunda división:
| - Unión Deportiva Almería | - Sociedad Deportiva Compostela | - Getafe Club de Fútbol | - Terrassa Futbol Club |

Descienden a Tercera división: 
| Grupo I - Real Sporting de Gijón "B" - Real Oviedo "B" - Caudal Deportivo - AD Universidad de Oviedo | Grupo II - Sociedad Deportiva Beasáin - Real Sociedad de Fútbol "B" - Sociedad Deportiva Eibar "B" - Sociedad Deportiva Huesca - Club Deportivo Alfaro | Grupo III - Benidorm Club Deportivo - Unión Deportiva Vecindario - Club Deportivo Onda - Club Deportivo Mensajero | Grupo IV - Granada Club de Fútbol - Real Balompédica Linense - Dos Hermanas Club de Fútbol - Club Deportivo San Fernando - Coria Club de Fútbol |

Campeones de Segunda División B (título honorífico y en trofeo que no garantiza el ascenso):
| - Barakaldo Club de Fútbol | - Fútbol Club Barcelona "B" | - Real Madrid Club de Fútbol "B" | - Motril Club de Fútbol |

## Copa del Rey
Los cinco primeros clasificados de cada grupo, exceptuando a los filiales, y los tres siguientes equipos con mejor puntuación en todos los grupos se clasifican para la siguiente edición de la Copa del Rey. La plaza de los filiales la ocupan los siguientes equipos mejor clasificados.
El CE L'Hospitalet no participó por sanción y su plaza la ocupa el siguiente equipo mejor clasificado de su grupo.